# Effiat
Effiat – miejscowość i gmina we Francji, w regionie Owernia-Rodan-Alpy, w departamencie Puy-de-Dôme.
Według danych na rok 1990 gminę zamieszkiwało 730 osób, a gęstość zaludnienia wynosiła 37 osób/km² (wśród 1310 gmin Owernii Effiat plasuje się na 301. miejscu pod względem liczby ludności, natomiast pod względem powierzchni na miejscu 458.).